# John Edgar Dick
John Edgar Dick FRS FRSC (nacido en 1954) es titular de la Cátedra de Investigación de Canadá en Biología de células madre, científico principal del Centro Oncológico Princesa Margarita de la Red Universitaria de Salud y profesor del Departamento de Genética molecular de la Universidad de Toronto (Canadá). A Dick se le atribuye la primera identificación de las células madre del cáncer en ciertos tipos de leucemia humana. Sus revolucionarios descubrimientos pusieron de manifiesto la importancia de comprender que no todas las células cancerosas son iguales y, por tanto, dieron lugar a una nueva dirección en la investigación del cáncer. Dick también es conocido por su demostración de la capacidad de una célula madre sanguínea para reponer el sistema sanguíneo de un ratón, su desarrollo de una técnica para permitir que un ratón inmunodeficiente lleve y produzca sangre humana, y su creación del primer ratón del mundo con leucemia humana.

## Primeros años de vida y educación
Dick se crio en una granja del sur de Manitoba. Recibió su primera educación en una escuela de una sola aula. Más tarde se trasladó a Winnipeg para estudiar para ser técnico de rayos X. Allí se dio cuenta de que uno de sus compañeros de habitación iba a la universidad y estudiaba biología. Dick se dio cuenta de que le interesaba más la biología y decidió cambiar de profesión.
Dick comenzó en la Universidad de Manitoba especializándose en microbiología. y se graduó con un Doctorado en Filosofía en 1984.

## Carrera e investigación
En 1984 se trasladó a Toronto. Para mantener a su mujer y a sus dos hijos, Dick trabajó a tiempo parcial en un laboratorio de rayos X mientras terminaba su posdoctorado en el laboratorio de Alan Bernstein. Bernstein, un destacado investigador del cáncer cuyo asesor de doctorado era James Till en el Instituto del Cáncer de Ontario, orientó a Dick hacia la investigación de los cánceres de la sangre.
Durante los cinco años siguientes, Dick desarrolló un ensayo de repoblación in vivo utilizando el ratón NOD/SCID. Esta técnica de utilizar un ratón inmunodeficiente para generar células hematopoyéticas humanas le valió a Dick el reconocimiento internacional.
En 1994, Nature publicó su artículo en el que describía cómo las células madre del cáncer crecen lentamente. Dick explicó: "La mayoría de los tipos de quimioterapia están diseñados para matar las células cancerosas de crecimiento rápido. Por eso la leucemia puede reaparecer después del tratamiento. Para deshacerse del cáncer, hay que encontrar formas de eliminar las células madre". Muchos investigadores consideraron que el descubrimiento de Dick era interesante, pero que no era probable que se aplicara a los tumores sólidos.
En 1997, Dick informó de la detección de células madre cancerosas en la raíz de otras tres formas de leucemia. Esta vez lo presentó como la "hipótesis de las células madre del cáncer". Su modelo afirmaba que existen diferentes células cancerosas y que entre ellas hay un orden jerárquico en el que la célula madre anormal es la clave para formar y alimentar un cáncer. Por lo tanto, sin una célula madre anormal, los cánceres no crecerán. Esta vez su informe se consideró un avance.
Dick ha transformado el estudio de la hematopoyesis humana y la leucemogénesis, con su desarrollo de metodologías para trasplantar médula ósea humana en ratones inmunodeficientes, con la consiguiente repoblación multilingüe de la médula ósea murina y otros tejidos hematopoyéticos. Gracias a este método, ha identificado células madre hematopoyéticas humanas repobladoras a largo plazo y ha generado modelos de leucemia en ratones. Sus estudios, que demuestran que un subconjunto específico de células leucémicas es realmente capaz de recapitular el crecimiento del tumor, son reconocidos como la base de todos los trabajos actuales sobre el modelo de células madre cancerígenas y su aplicación a la terapia del cáncer.
Desde 2006, Dick es científico sénior en la División de Biología Celular y Molecular del Instituto de Investigación General de Toronto y miembro fundador de la Red de Células Madre de Canadá.

### Premios y honores
Los premios y honores de Dick incluyen:
- 1997: galardonado con el Premio Michael Smith por los Institutos Canadienses de Investigación en Salud.[16]
- 2000: galardonado con el Premio Robert L. Noble a la excelencia en la investigación del cáncer por el Instituto Nacional del Cáncer de Canadá.[16]
- 2002: galardonado con la Medalla Herman Boerhaave de la Universidad de Leiden, Países Bajos
- 2004: elegido miembro de la Royal Society of Canada (FRSC)
- 2005: galardonado con el Premio William Dameshek de la Sociedad Estadounidense de Hematología.[20]
- 2007: galardonado con un premio Premier's Summit en investigación médica, provincia de Ontario
- 2014: elegido miembro de la Royal Society (FRS)[2]
- 2017: recibió el Premio de Ciencias Médicas Keio por su trabajo sobre las células madre del cáncer[21]
- 2020: Premio Internacional Fundación Pezcoller-AACR por Logros Extraordinarios en Investigación del Cáncer[22]